# Arenaria fimbriata
Arenaria fimbriata är en nejlikväxtart som först beskrevs av Ernst Georg Pritzel, och fick sitt nu gällande namn av Johannes Mattfeld. Arenaria fimbriata ingår i släktet narvar, och familjen nejlikväxter. Inga underarter finns listade i Catalogue of Life.